# Joyas para perforaciones en el cuerpo

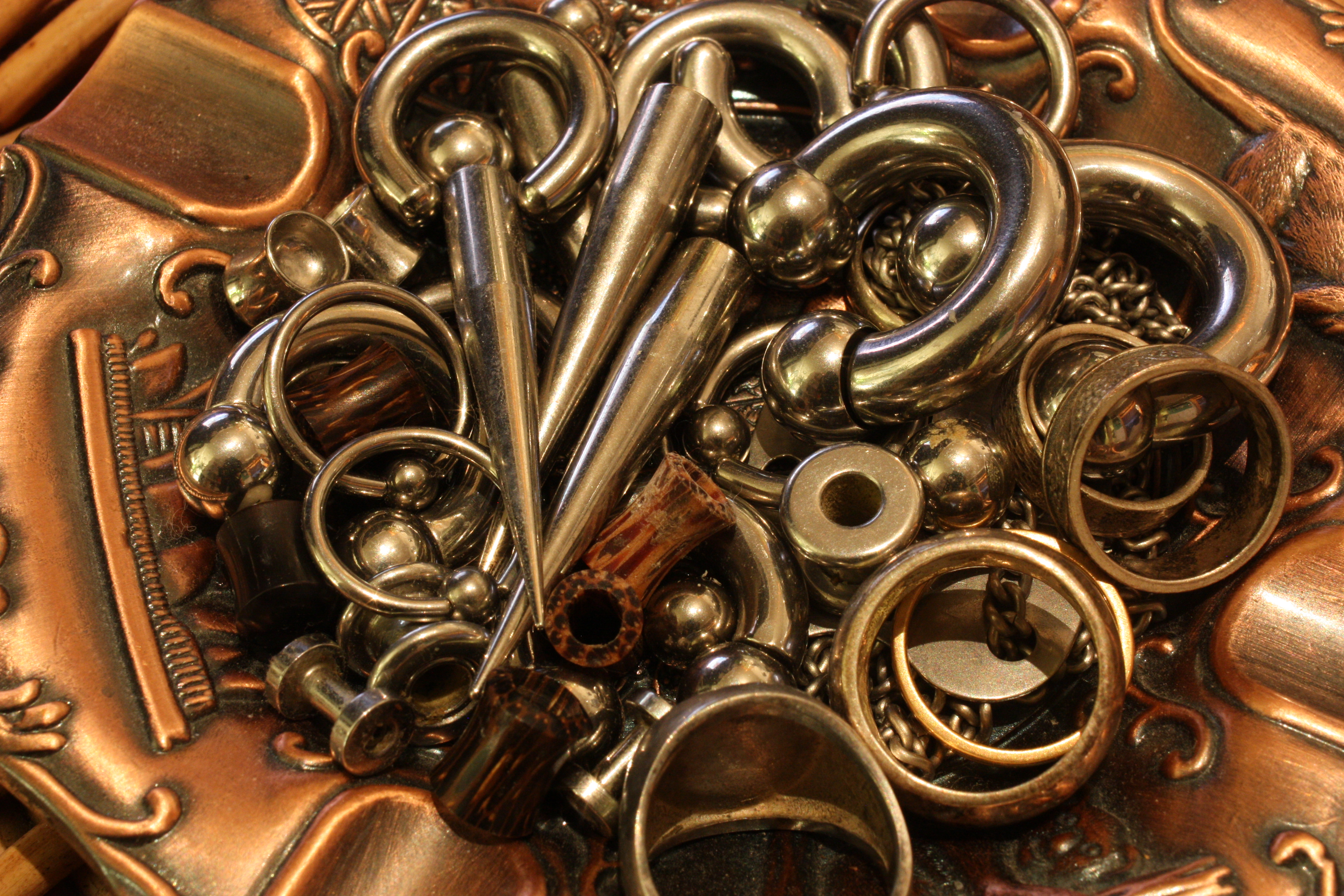
Colección de joyas utilizadas en las perforaciones.

El uso de Joyas para perforaciones en el cuerpo o Expansiones, es una práctica común en las personas que perforan o cortan una parte del cuerpo humano. Los más comunes son aquellos que se realizan en el rostro, en la lengua, pezón o nariz. En otras partes del cuerpo como el ombligo, se utiliza, por lo general, joyas circulares y curvas como barras, aros o anillos.

## Joyería
A medida que las perforaciones en el cuerpo se hicieron más populares, una gran cantidad de joyas fueron diseñadas como parte de la moda. Los tipos más comunes de joyas utilizadas en las perforaciones son los pendientes y aros, barras, anillos para el ombligo, tornillos, espirales, spikes, u-bend, labrets, entre muchos otros.
La mayoría de accesorios y joyas están hechas de niobio, politetrafluoroetileno, oro, titanio, acero, plata, vidrio, madera, piedras, silicona, marfiles fosilizados, huesos, porcelana y varios tipos de plásticos. Otros materiales como latón y níquel pueden ser perjudiciales para la salud. Algunos de estos accesorios poseen diseños extraños y extravagantes y varían en el tamaño. Por lo general pueden medir 1 milímetro y los más grandes van de 8 hasta los 12 milímetros.

### Algunos modelos

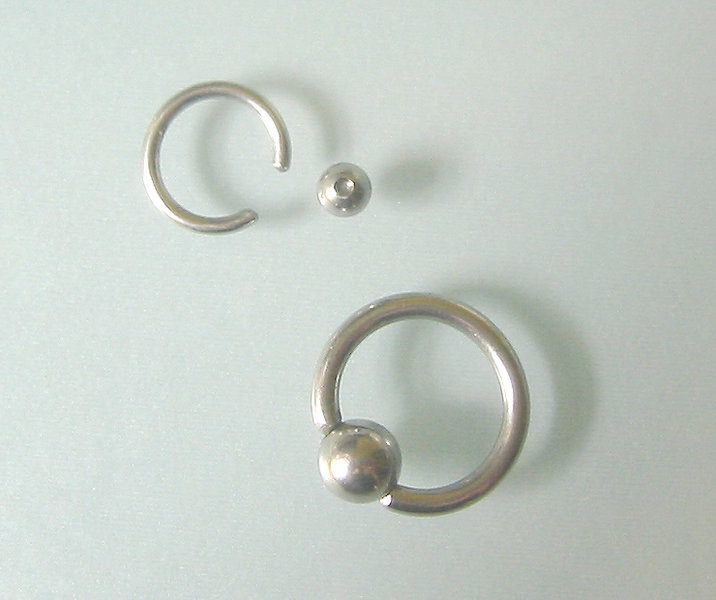
Aros
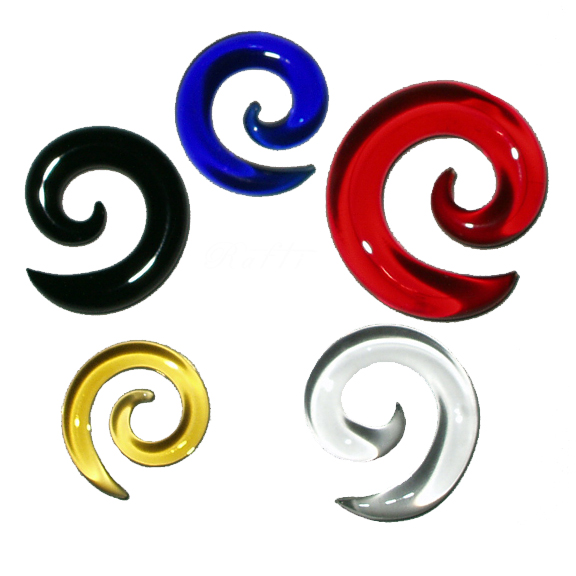
Espirales
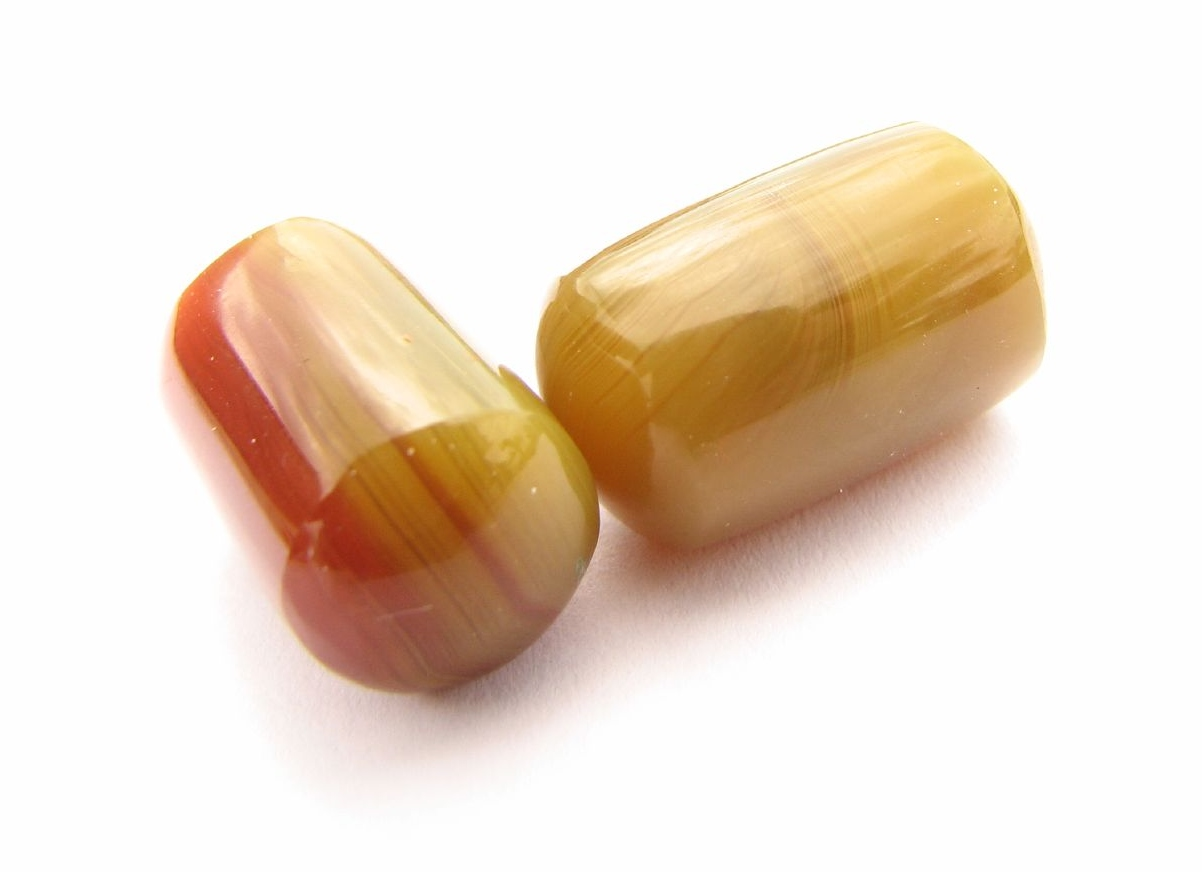
Tapones de madera
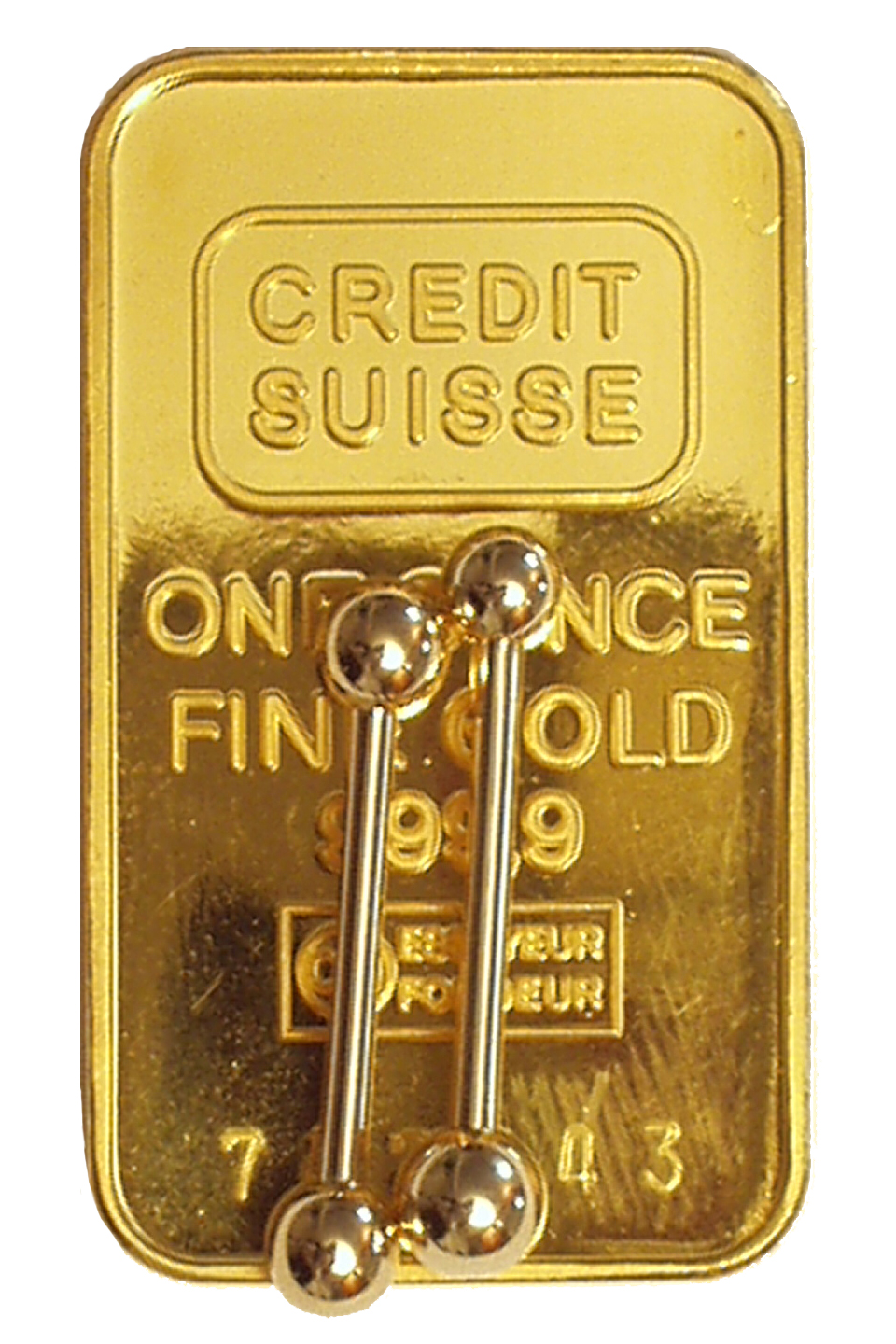
Barras en oro
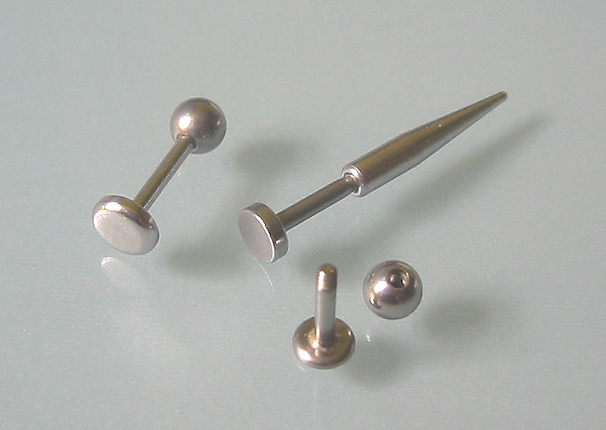
Labrets
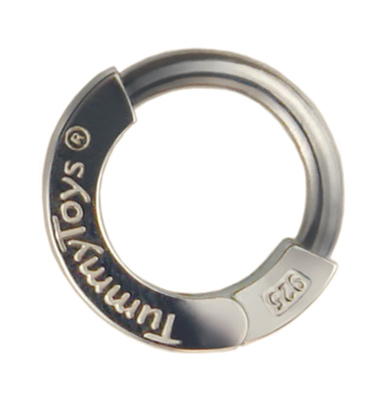
Anillo para el ombligo
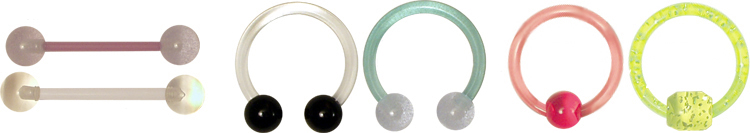
Variados en plástico